# Joseph Gagnier
Pour les articles homonymes, voir Gagnier.
Joseph Gagnier, né le 5 avril 1854 à L'Ancienne-Lorette et mort le 9 avril 1919 à Montréal, est un clarinettiste et bassoniste québécois.

## Biographie
Joseph Gagnier fut le père d'une famille de 27 enfants, dont certains musiciens reconnus tels que Armand Gagnier, J.-J. Gagnier et René Gagnier.
Joseph Gagnier étudia la théorie de la musique occidentale avec Ernest Lavigne et Joseph Geai ainsi que la clarinette avec Oscar Arnold et Jacques Vanpoucke.
Dans les années 1870 et 1880, il joua dans plusieurs orchestres québécois. Entre 1890 et 1919, il joua dans des concerts publics donnés dans le parc Sohmer de Montréal et fut notamment musicien dans l'Orchestre symphonique de Montréal. Il fut également bassoniste un temps entre 1905 et 1906. 